# Ischnopsyllus shansiensis
Ischnopsyllus shansiensis är en loppart som beskrevs av Liu Chiying, Hsing Chinyun et Chen Juimin 1981. Ischnopsyllus shansiensis ingår i släktet Ischnopsyllus och familjen fladdermusloppor. Inga underarter finns listade i Catalogue of Life.